# U-Bahn-Station Währinger Straße
Die Station Währinger Straße–Volksoper ist ein oberirdischer U-Bahnhof der Linie U6 der Wiener U-Bahn im 9. Wiener Gemeindebezirk Alsergrund, an der Grenze zum 18. Bezirk Währing. Sie erstreckt sich entlang des Währinger Gürtels zwischen den Kreuzungen mit der Währinger Straße und der Gentzgasse, ihre Anschrift lautet Währinger Gürtel 104A.

## Geschichte
Das Bauwerk wurde im Dezember 1895 baulich fertiggestellt und am 1. Juni 1898 für die Wiener Dampfstadtbahn eröffnet. Wie die übrigen Bauten der Stadtbahn wurde die Station von Otto Wagner im Auftrag der Commission für Verkehrsanlagen in Wien gestaltet. Wie die anderen Stationen am Gürtel wurde sie an Stelle eines Stadttors des ehemaligen Linienwalls gebaut. 1918 musste sie aufgrund des grassierenden Kohlenmangels geschlossen werden, bevor sie 1925 für die, nunmehr gemeindeeigene, Wiener Elektrische Stadtbahn erneut in Betrieb ging. Zwischen 1925 und 1989 hielten hier die Stadtbahnlinien G und GD, bis 1945 zusätzlich auch die Mischbetriebslinie 18G. Am 7. Oktober 1989 bedienten zum ersten Mal die Züge der U6 die Währinger Straße.
Den Zusatz „Volksoper“ erhielt die Haltestelle als Resultat der 1938 erfolgten Übernahme des Opernhauses durch die Gemeinde Wien. Im Netzplan vom Juni 1939 ist der Zusatz dabei noch nicht enthalten, im Netzplan vom Juli 1939 aber schon aufgeführt. Ab 1941 lautete der Zusatz alternativ Städtische Oper, ab 1947 Staatsoper (Volksoper) und ab November 1959 wieder Volksoper. In den 1980er Jahren verlor die Haltestelle ferner ihr betriebliches Kürzel WS aus Dampfstadtbahnzeiten und erhielt alternativ das neue Kürzel WA zugeteilt.

## Beschreibung

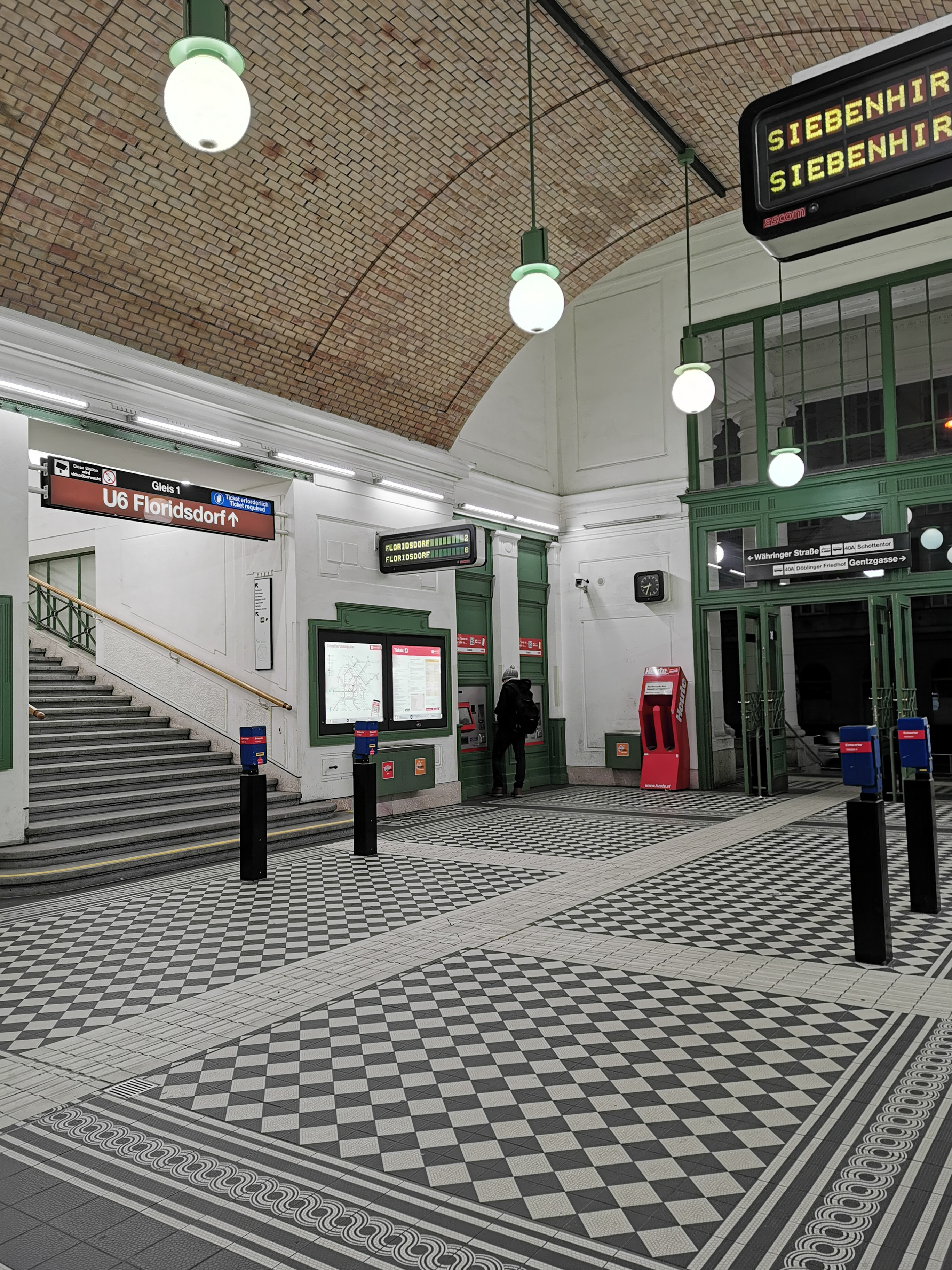
Die Schalterhalle ist in einen Bogen des gemauerten Stadtbahnviaduktes integriert

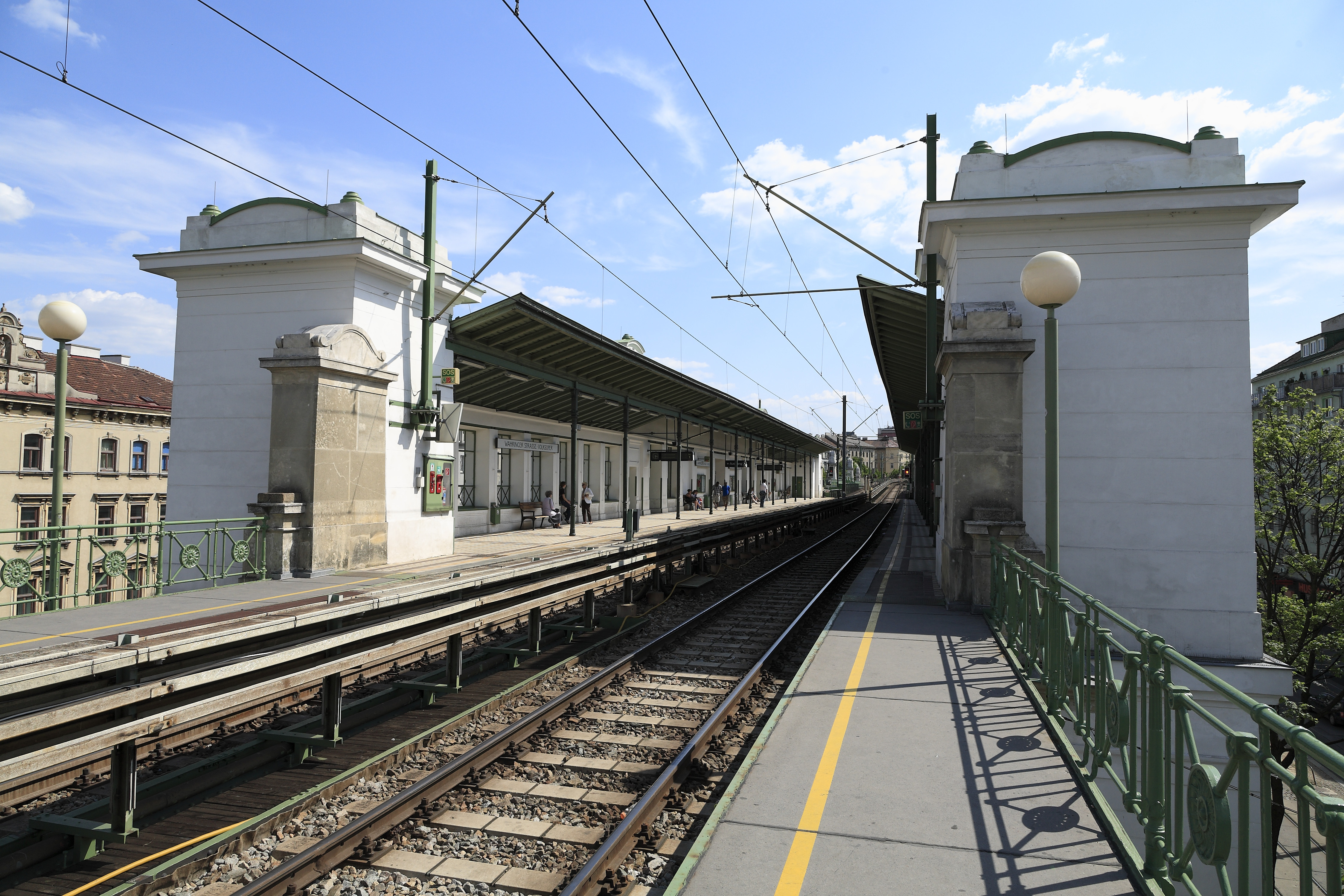
Bahnsteigebene

Das denkmalgeschützte und weitgehend im Originalzustand erhaltene Aufnahmsgebäude ist als Hochstation angelegt und besitzt reichhaltige Verzierungen sowie Säulen beim Eingang. Eine Vorhalle verbindet die beiden Bauteile links und rechts des in die Station integrierten Stadtbahnviadukts. Die Fassaden werden durch Ecktürme gegliedert und sind weitgehend in Fensterflächen aufgelöst. Das Dekor orientiert sich an antiken Vorbildern. Zu Wagners Lieblingsmotiven zählen die Löwenköpfe unter dem Gesims.
Auch die südlich der Station liegenden, aber nicht mehr zum Stationsbauwerk gehörenden Brücken über die Währinger Straße, und die Verlängerungen der Fuchsthallergasse und der Schulgasse mit ihren Pylonen und reichhaltigen Architekturverzierungen tragen zum Gesamteindruck bei. Die Station wird ost- wie westseitig über Freitreppenanlagen und den typisch grünlackierten Pendeltüren betreten. Von der Aufnahmehalle mit ihrem mit Sichtziegeln ausgeschmückten Tonnengewölbe gelangen die Fahrgäste über Stiegenanlagen zu den beiden Richtungsbahnsteigen. Diese wurden im Zuge des Umbaus für die Bedürfnisse des U-Bahnbetriebs in den 1980er Jahren nordseitig um einige Meter verlängert, um den Langzügen Platz zu verschaffen. Der Zugang zu den (nachträglich eingebauten) Aufzügen befindet sich außerhalb des Aufnahmegebäudes.
Im nördlichen Teil des Stationsgebäudes befindet sich eine Billa-Filiale, im südlichen Teil ein Kulissendepot sowie eine Probebühne der nahegelegenen Volksoper. Neben dem westlichen Ausgang befindet sich eine Tabaktrafik. Die Station ist die höchste der historischen Hochstationen an der ehemaligen Stadtbahn und heutigen U6.

## Straßenbahn und Autobus
Am westlichen Ausgang führt ein Betriebsgleis zum Betriebsbahnhof Gürtel. Hier halten Züge der Straßenbahnlinien 40 und 41 auf Einzugsfahrten, von 1907 bis 1989 befand sich hier eine Haltestelle der Linie 8. An dieser Stelle hält auch die Autobuslinie 40A in Fahrtrichtung Schottentor, die Haltestelle in Fahrtrichtung Döblinger Friedhof befindet sich weiter nördlich. Südlich der Station, unter der U6-Brücke über die Währinger Straße befindet sich die Haltestelle der Linien 40 und 41. Unter der Brücke über die Schulgasse hält die Linie 42 in Fahrtrichtung Antonigasse, um die Ecke auf dem Währinger Gürtel in Fahrtrichtung Schottentor.